# ¿Crimen imposible?
¿Crimen imposible? es una película española de 1954, del género dramático y policiaco, dirigida por César Fernández Ardavín y protagonizada por José Suárez, Félix Fernández y Silvia Morgan.

## Sinopsis
Un célebre novelista aparece muerto en una habitación cerrada por dentro y fuera, pero se descarta el suicidio, ya que hay indicios de lucha y el disparo que lo mató fue realizado por la espalda.

## Reparto
- José Suárez - Alberto
- Félix Fernández - Antonio Olmeda
- Silvia Morgan - María
- Ángel Picazo - Luis Escobedo
- Francisco Arenzana - Camarero
- Gérard Tichy  - Eugenio Certal
- Irene Caba Alba - Portera
- Francisco Sánchez - Agente Garcelán
- Antonio Abad Ojuel
- Manuel Arbó - Inspector jefe
- Manuel Guitián - Guía en museo
- Manuel Amado
- Juan Chacot
- Nani Fernández
- Luis Moscatelli
- José G. Rey
- José Riesgo
- Salvador Soler Marí
- Vicente Ávila

## Premios y nominaciones
10.ª edición de las Medallas del Círculo de Escritores Cinematográficos
| Año  | Categoría              | Nominación              | Resultado |
| ---- | ---------------------- | ----------------------- | --------- |
| 1954 | Mejor director         | César Fernández Ardavín | Ganadora  |
| 1954 | Mejor actor principal  | José Suárez             | Ganador   |
| 1954 | Mejor actriz principal | Silvia Morgan           | Ganador   |
| 1954 | Mejor fotografía       | Manuel Berenguer        | Ganador   |
| 1954 | Premio Jimeno          | Francisco Sánchez       | Ganador   |